# 돌잡이

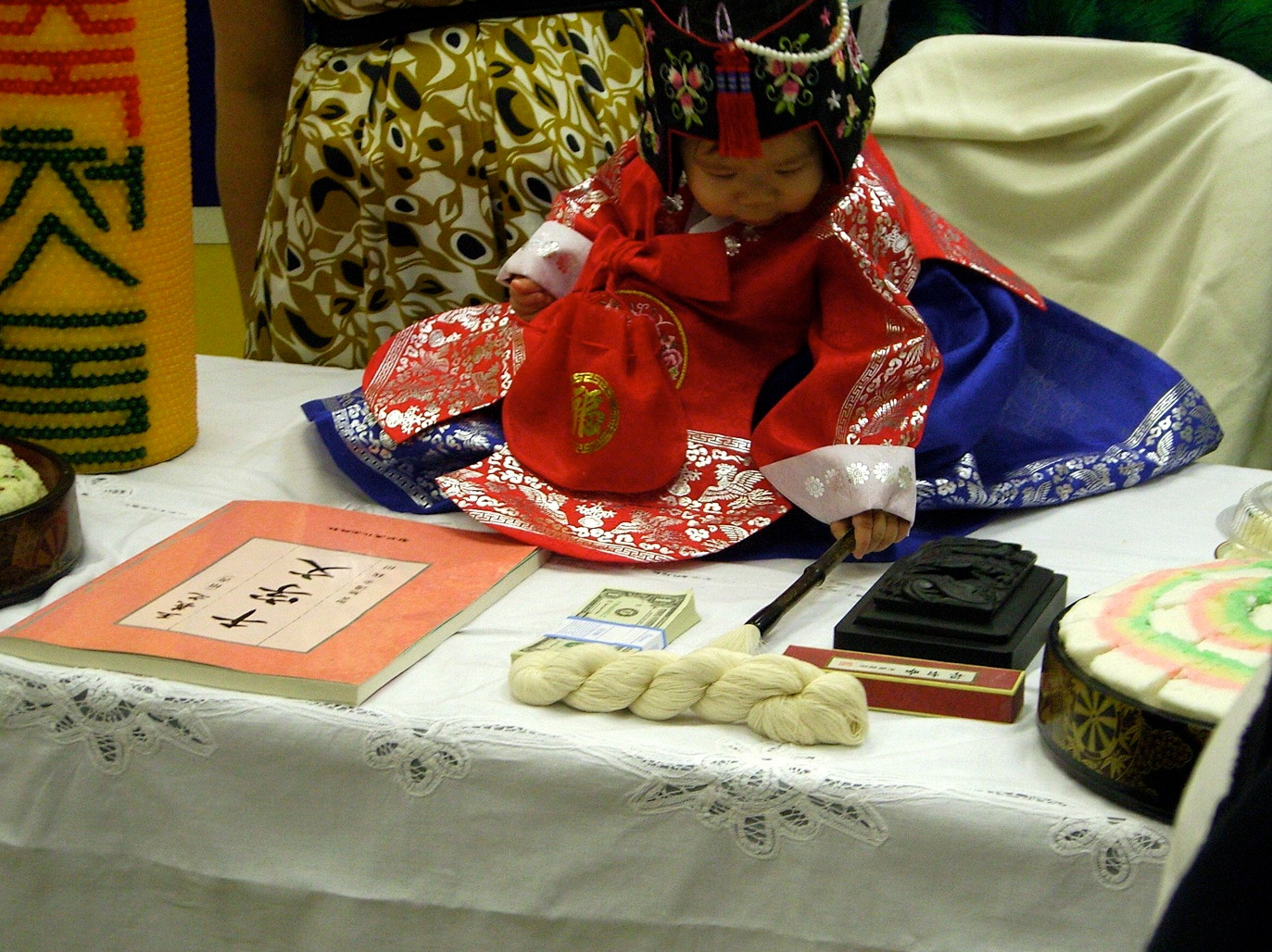
돌잡이

돌잡이는 돌잔치에서 쌀, 붓, 활, 돈, 실 등을 펼쳐놓고 아이가 집는 물건을 아이의 장래와 관련하여 미래를 점쳐보는 의식이다. 요즘은 마이크나 청진기 등 여러 가지 물건을 추가하기도 한다.

## 유래
『국조보감(國朝寶鑑)』에 《정조(正祖) 15년 6월조에 원자(元子)의 돌날 온갖 장난감을 담은 소반을 집복헌(集福軒)에 차려놓고 대신(大臣)과 경재(卿栽)에게 들어와 보도록 명하였다. 여러 신하들이 다 축하의 말을 하고, 신하들로부터 서리, 하예(下隸), 군졸, 거리의 백성들에게까지 떡을 내렸고, 특별히 조관(朝官)과 사서인(士庶人)으로서 유배 이하에 해당되는 죄를 지은 사람의 죄명을 씻어주었다.》라는 궁중에서의 돌잔치 기록이 있다.
또한『정조실록(正祖實錄)』에도 기록되어 있고,『합벽사류(合壁事類)』『동경몽화록(東京夢華錄)』『애일노총초(愛日盧叢抄)』『사원(辭源)』에 수반(邈盤), 시수(試邈), 고주(孤周), 시주(試周) 등의 말이 나오는데 모두 돌을 뜻한 말로 그 풍속이 오래된 것임을 알 수 있다.

## 돌잡이
아기가 여러 가지 물건 가운데에서 마음에 드는 물건을 골라잡게 하여 아기의 장래를 점치며, 잡은 물건에 따라 다음과 같이 해석하고 있다.

### 종류
- 실, 국수: 장수한다. 무병장수. 다만 요즘은 워낙 다들 무병장수하는 세상이다 보니, 은근슬쩍 철밥통인 공무원이 될 팔자라고 바꾸기도 한다.
- 대추: 자손이 번성한다.
- 쌀: 유복한 재산가가 된다. 자산가
- 떡: 튼튼하고, 복이 많다.
- 돈: 부(富)를 많이 모은다. 부자 (억만장자, 백만장자) 요즘엔 돈뿐만 아니라 카드 (체크카드, 신용카드)까지 놓거나, 외국 돈 (미국 달러나 중국 위안 또는 일본 엔)까지 놓는 경우도 있다. 외국 돈을 잡으면 외화 벌이를 잘 할 팔자나, 외국계 회사에서 근무할 팔자 또는 외국에 이민을 가서도 돈을 많이 벌 팔자라고도 한다.
- 활, 모형 총 경찰용품, 화살(남아): 무인이 된다. 직업군인 (장교, 부사관, 장군) 이나 경찰관
- 칼: 음식 솜씨가 좋은 사람이 된다. 요리사 (요리연구가, 셰프, 조리사)
- 자, 바늘: 손재주가 뛰어난 사람이 된다.
- 책, 먹, 벼루, 붓, 종이, 연필, 공책: 문장가가 되거나 공부를 잘한다. 박사 학자나 작가. 외국어 (영어, 중국어, 일본어 등)로 된 책을 잡으면 외국어에 능통할 팔자라고도 한다.
- 연필 등 필기구: 교사, 교수 혹은 수재
- 청진기 : 의료인 (의사, 치과의사, 간호사 등)
- 마이크: 연예인, 방송기자, 가수, 아나운서 등
- 법봉: 법조인 (판사, 검사, 변호사 등)
- 계산기, 주판: 금융업 종사
- 각종 스포츠 용품: 운동선수 - 야구공, 골프공, 테니스공 뿐만 아니라 축구공, 배구공, 농구공이 올라가기도 한다. 특히 부모 중에 운동 선수가 있으면 부모에 이어서 유명해지라고 관련 용품이 꼭 오른다. 또한, 특정 선수가 유명해질 때도 등장하기도 한다. 박세리가 히트 칠땐 골프공이, 박찬호 땐 야구공이, 김연아가 뜨면 피겨 스케이팅 부츠가 올랐다고.
- 사과: 먹을 복이 많을 것이라고 한다.
- 마우스: 컴퓨터 전문가 - 시대의 영향을 타서 유행을 많이 탔다. 닷컴 열풍이 한창 불 때 최인기 품목이었다가, IT 업계가 3D 취급받으면서 스리슬쩍 사라지기도 했다. 그래도 자수성가로 대박나는 건 IT 산업뿐이라며 다시 등장하기도 한다.
- 카메라: 영화감독, 사진작가 등의 예술 분야같은 직업을 의미한다.
- 신문, 카메라: 언론인, 신문기자 등
- 지휘봉: 직업군인, 지휘자, 사업가, 국회의원, 대통령 등 리더십이 필요한 직책을 뜻한다
- 비행기(비행기모형): 스튜어디스, 기장 등 항공 관련 직업을 의미한다.
- 福자 한문이 새겨진 종이: 복이 많다.
- 미니카, 미니어처카: 자동차 운전을 잘하게 된다. 운전사, 버스기사, 택시기사, 카레이서 등
- 망치: 건축가, 목수 등
- 게임기: 프로게이머
- 바둑판(바둑돌), 보드게임: 바둑 기사, 장기 기사 등
- 화투, 트럼프 카드: 카지노딜러
- 대본: 배우, 영화배우, 연극배우, 성우, 스턴트맨 등
- 선박(선박모형): 선장, 선원, 조타수 등
- 조색판: 화가
- 스마트폰, 태블릿: 유튜버, 인플루언서, 인터넷 방송인
- 펜: 만화가
- 소고, 악기: 예술가, 디자이너, 음악인 등의 예술 분야같은 직업을 의미한다.

시대가치관 변화에 따라 돌잡이 품목이 달라지듯이 돌잡이 아이가 잡으면 좋겠다고 은근슬쩍 원하는 품목의 종류도 달라졌다. 오래 잘 먹고 잘 사는 게 최고의 복이었던 과거엔 당연히 최고 인기 물건은 쌀과 실이었지만 이 물건들의 상징은 요즘은 웬만한 사람들은 다 누릴 수 있는 것이 돼 버렸다. 그래서 아이가 잡을 확률을 낮추고자 상에서 구석진 곳으로 밀어내고 대신 마이크나 스포츠 용품 등 부모들이 원하는 끼 많은 미래를 상징하는 물건들을 가까운 데에 놓기도 한다. 많은 자손을 상징하는 대추도 과거엔 인기 아이템이었지만 지금은 자식 많다는 게 그다지 좋은 것도 아닌지라 마찬가지로 구석으로 밀리거나 아예 돌잡이 상에서 추방되기도 한다는 듯.